# Кофу (посёлок)

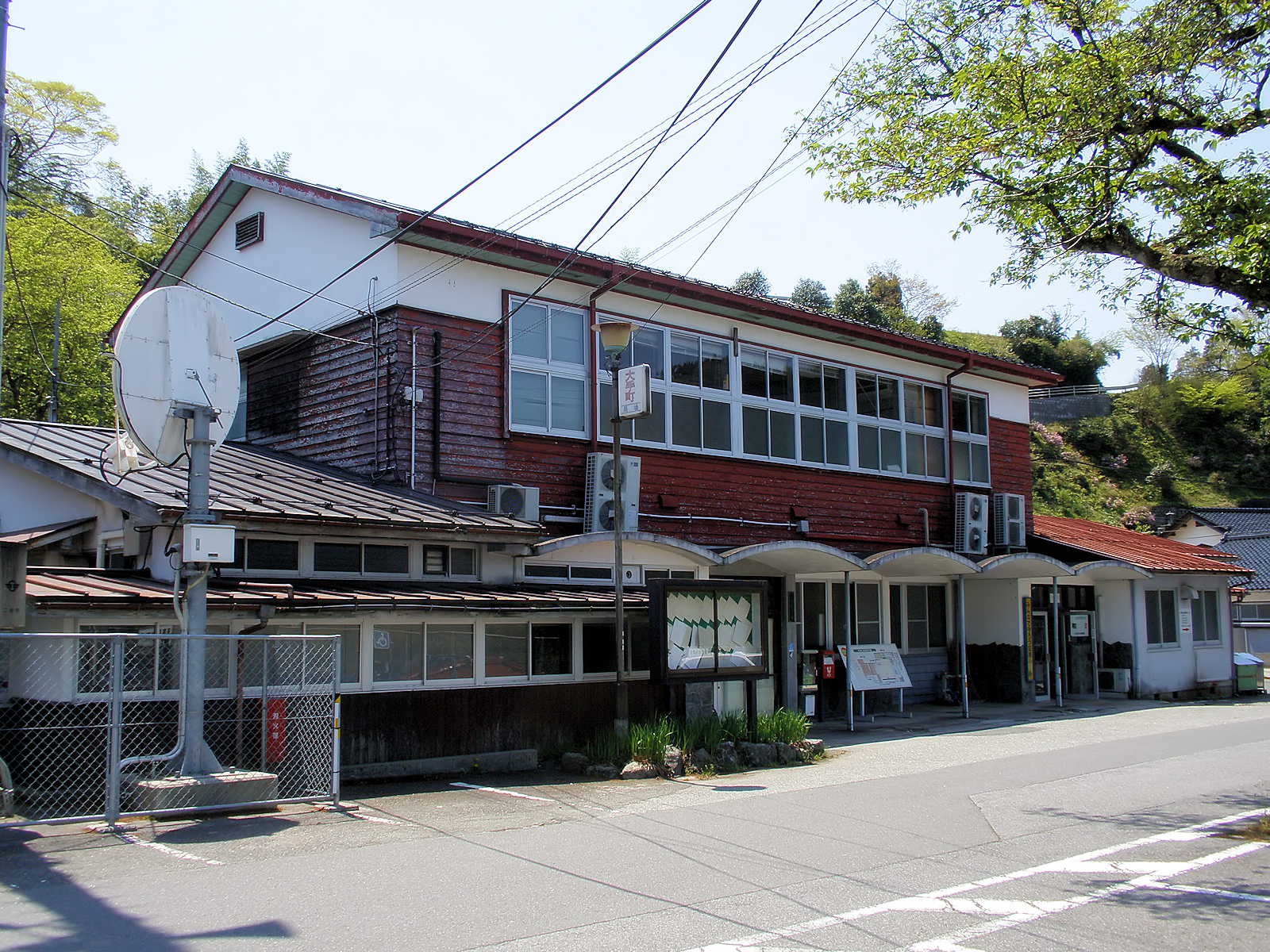
Мэрия посёлка Кофу

Кофу (яп. 江府町 Ко:фу-тё:) — посёлок в Японии, находящийся в уезде Хино префектуры Тоттори. Площадь посёлка составляет 124,66 км², население — 3080 человек (1 августа 2014), плотность населения — 24,71 чел./км².

## Географическое положение
Посёлок расположен на острове Хонсю в префектуре Тоттори региона Тюгоку. С ним граничат города Кураёси, Манива, посёлки Хино, Хоки, Дайсен, Котоура и село Синдзё.

## Население
Население посёлка составляет 3080 человек (1 августа 2014), а плотность — 24,71 чел./км². Изменение численности населения с 1980 по 2005 годы:
| 1980 | 5015 чел. |  |
| 1985 | 4757 чел. |  |
| 1990 | 4528 чел. |  |
| 1995 | 4316 чел. |  |
| 2000 | 3921 чел. |  |
| 2005 | 3643 чел. |  |

## Символика
Деревом посёлка считается Fagus crenata, цветком — Iris sanguinea.